# Adalbert Fischer
Johannes Adalbert Fischer (3. prosince 1855, Lipsko – 7. dubna 1907, Drážďany) byl německý knihkupec, nakladatel a vydavatel.

## Fischer a Karel May
Roku 1899 zakoupil Fischer od Pauliny Münchmeyerové, vdovy po nakladateli Heinrichovi Gottholdovi Münchmeyerovi, jeho nakladatelství se všemi právy, především s právy na vydávání Mayových kolportážních románů, na kterých Münchmeyer vydělal značné jmění. Tato práva však byla velice nejasná, protože dohody mezi Mayem a Münchmeyerem byly uzavřeny ústně, přičemž podle Maye nebyly dodrženy (pokud by totiž náklad určitého románu dosáhl 20 000 výtisků, připadla by práva na vydávání tohoto románu zpět spisovateli). Přes výslovný Mayův zákaz začal Fischer tyto romány od roku 1901 znovu vydávat pod Mayovým jménem včetně těch, které poprvé vyšly pod pseudonymem či anonymně. Zrovna tak kniha Humoresky a povídky (Humoresken und Erzählungen) vyšla roku 1902 bez Mayova vědomí. Proto podal May na Fischera žalobu pro neoprávněný dotisk a další žalobu na Paulinu Münchmeyerovou pro nedodržení smluvních podmínek, protože nebyla ochotna přeložit mu doklady o výši nákladů.
Fischerovi se podařilo vyvolat proti Mayovi v tisku štvanici. Snažil se Maye znemožnit před veřejností tím, že zatímco psal pro katolické časopisy vysoce morální příběhy, současně sepisoval kolportážní škváry plné nemravných scén. Rovněž vyšla najevo Mayova „kriminální" minulost. May se sice bránil, že mnohé frivolní pasáže byly do románů vloženy třetí stranou, to se ale již nedalo zjistit, protože původní rukopisy nešlo dohledat.
Roku 1903 došlo nakonec mezi Mayem a Fischerem ke smíru. May uznal, že Fischer získal práva na jeho kolportážní romány při koupi Münchmeyerova nakladatelství v dobré víře (doufal, že ho Fischer podpoří v procesu s Pauline Münchmeyerovou), a Fischer vydal prohlášení, že cokoliv nemravného bylo do těchto románů vneseno třetí osobou. Vzniklá spolupráce byla potvrzena novým společným projektem, vydáním povídkové knihy Krušnohorské vesnické povídky (Erzgebirgische Dorfgeschichten).
Po náhlé Fischerově smrti se May dohodl s jeho vdovou, že může jeho kolportážní romány vydávat dál, ale pouze anonymně.